# Llista d'asteroides/172301-172400
| Nom      | Designació provisional | Data de descobriment   | Lloc de descobriment | Descobridor/s               |
| -------- | ---------------------- | ---------------------- | -------------------- | --------------------------- |
| 172301 - | 2002 TM234             | 6 d'octubre de 2002    | Socorro              | LINEAR                      |
| 172302 - | 2002 TY235             | 6 d'octubre de 2002    | Socorro              | LINEAR                      |
| 172303 - | 2002 TZ235             | 6 d'octubre de 2002    | Socorro              | LINEAR                      |
| 172304 - | 2002 TC238             | 7 d'octubre de 2002    | Socorro              | LINEAR                      |
| 172305 - | 2002 TY239             | 9 d'octubre de 2002    | Socorro              | LINEAR                      |
| 172306 - | 2002 TV250             | 7 d'octubre de 2002    | Anderson Mesa        | LONEOS                      |
| 172307 - | 2002 TT262             | 10 d'octubre de 2002   | Palomar              | NEAT                        |
| 172308 - | 2002 TQ267             | 8 d'octubre de 2002    | Anderson Mesa        | LONEOS                      |
| 172309 - | 2002 TU268             | 9 d'octubre de 2002    | Socorro              | LINEAR                      |
| 172310 - | 2002 TL273             | 9 d'octubre de 2002    | Socorro              | LINEAR                      |
| 172311 - | 2002 TO275             | 9 d'octubre de 2002    | Socorro              | LINEAR                      |
| 172312 - | 2002 TO284             | 10 d'octubre de 2002   | Socorro              | LINEAR                      |
| 172313 - | 2002 TM286             | 10 d'octubre de 2002   | Socorro              | LINEAR                      |
| 172314 - | 2002 TR290             | 10 d'octubre de 2002   | Socorro              | LINEAR                      |
| 172315 - | 2002 TL300             | 15 d'octubre de 2002   | Palomar              | NEAT                        |
| 172316 - | 2002 TD303             | 11 d'octubre de 2002   | Socorro              | LINEAR                      |
| 172317 - | 2002 TZ315             | 4 d'octubre de 2002    | Apache Point         | SDSS                        |
| 172318 - | 2002 TY342             | 5 d'octubre de 2002    | Apache Point         | SDSS                        |
| 172319 - | 2002 TR375             | 3 d'octubre de 2002    | Socorro              | LINEAR                      |
| 172320 - | 2002 TZ377             | 15 d'octubre de 2002   | Palomar              | NEAT                        |
| 172321 - | 2002 UY5               | 28 d'octubre de 2002   | Palomar              | NEAT                        |
| 172322 - | 2002 UQ22              | 30 d'octubre de 2002   | Haleakala            | NEAT                        |
| 172323 - | 2002 UP23              | 28 d'octubre de 2002   | Palomar              | NEAT                        |
| 172324 - | 2002 UM26              | 31 d'octubre de 2002   | Socorro              | LINEAR                      |
| 172325 - | 2002 UW32              | 31 d'octubre de 2002   | Kvistaberg           | Uppsala-DLR Asteroid Survey |
| 172326 - | 2002 UL47              | 31 d'octubre de 2002   | Socorro              | LINEAR                      |
| 172327 - | 2002 VF                | 1 de novembre de 2002  | Socorro              | LINEAR                      |
| 172328 - | 2002 VV3               | 1 de novembre de 2002  | Palomar              | NEAT                        |
| 172329 - | 2002 VE16              | 4 de novembre de 2002  | Kitt Peak            | Spacewatch                  |
| 172330 - | 2002 VH18              | 2 de novembre de 2002  | Haleakala            | NEAT                        |
| 172331 - | 2002 VS19              | 4 de novembre de 2002  | Fountain Hills       | Fountain Hills              |
| 172332 - | 2002 VW19              | 4 de novembre de 2002  | Kitt Peak            | Spacewatch                  |
| 172333 - | 2002 VH23              | 5 de novembre de 2002  | Socorro              | LINEAR                      |
| 172334 - | 2002 VB25              | 5 de novembre de 2002  | Socorro              | LINEAR                      |
| 172335 - | 2002 VO32              | 5 de novembre de 2002  | Socorro              | LINEAR                      |
| 172336 - | 2002 VE37              | 2 de novembre de 2002  | Haleakala            | NEAT                        |
| 172337 - | 2002 VR38              | 5 de novembre de 2002  | Socorro              | LINEAR                      |
| 172338 - | 2002 VX43              | 4 de novembre de 2002  | Kitt Peak            | Spacewatch                  |
| 172339 - | 2002 VL57              | 6 de novembre de 2002  | Haleakala            | NEAT                        |
| 172340 - | 2002 VN74              | 7 de novembre de 2002  | Socorro              | LINEAR                      |
| 172341 - | 2002 VZ85              | 11 de novembre de 2002 | Socorro              | LINEAR                      |
| 172342 - | 2002 VQ92              | 11 de novembre de 2002 | Socorro              | LINEAR                      |
| 172343 - | 2002 VC97              | 12 de novembre de 2002 | Anderson Mesa        | LONEOS                      |
| 172344 - | 2002 VL104             | 12 de novembre de 2002 | Socorro              | LINEAR                      |
| 172345 - | 2002 VR105             | 12 de novembre de 2002 | Socorro              | LINEAR                      |
| 172346 - | 2002 VK106             | 12 de novembre de 2002 | Socorro              | LINEAR                      |
| 172347 - | 2002 VL108             | 12 de novembre de 2002 | Socorro              | LINEAR                      |
| 172348 - | 2002 VU113             | 13 de novembre de 2002 | Palomar              | NEAT                        |
| 172349 - | 2002 VO122             | 13 de novembre de 2002 | Palomar              | NEAT                        |
| 172350 - | 2002 VN123             | 14 de novembre de 2002 | Palomar              | NEAT                        |
| 172351 - | 2002 VG126             | 12 de novembre de 2002 | Socorro              | LINEAR                      |
| 172352 - | 2002 VG127             | 14 de novembre de 2002 | Socorro              | LINEAR                      |
| 172353 - | 2002 VR133             | 5 de novembre de 2002  | Anderson Mesa        | LONEOS                      |
| 172354 - | 2002 WY7               | 24 de novembre de 2002 | Palomar              | NEAT                        |
| 172355 - | 2002 XM                | 1 de desembre de 2002  | Socorro              | LINEAR                      |
| 172356 - | 2002 XG7               | 2 de desembre de 2002  | Socorro              | LINEAR                      |
| 172357 - | 2002 XC12              | 3 de desembre de 2002  | Palomar              | NEAT                        |
| 172358 - | 2002 XS12              | 3 de desembre de 2002  | Palomar              | NEAT                        |
| 172359 - | 2002 XE16              | 3 de desembre de 2002  | Palomar              | NEAT                        |
| 172360 - | 2002 XM39              | 9 de desembre de 2002  | Desert Eagle         | W. K. Y. Yeung              |
| 172361 - | 2002 XK51              | 10 de desembre de 2002 | Socorro              | LINEAR                      |
| 172362 - | 2002 XM55              | 10 de desembre de 2002 | Palomar              | NEAT                        |
| 172363 - | 2002 XK60              | 10 de desembre de 2002 | Socorro              | LINEAR                      |
| 172364 - | 2002 XV63              | 11 de desembre de 2002 | Socorro              | LINEAR                      |
| 172365 - | 2002 XR64              | 11 de desembre de 2002 | Socorro              | LINEAR                      |
| 172366 - | 2002 XB71              | 10 de desembre de 2002 | Socorro              | LINEAR                      |
| 172367 - | 2002 XL72              | 11 de desembre de 2002 | Socorro              | LINEAR                      |
| 172368 - | 2002 XC74              | 11 de desembre de 2002 | Socorro              | LINEAR                      |
| 172369 - | 2002 XF85              | 11 de desembre de 2002 | Socorro              | LINEAR                      |
| 172370 - | 2002 XL85              | 11 de desembre de 2002 | Socorro              | LINEAR                      |
| 172371 - | 2002 XB93              | 5 de desembre de 2002  | Socorro              | LINEAR                      |
| 172372 - | 2002 XO95              | 5 de desembre de 2002  | Socorro              | LINEAR                      |
| 172373 - | 2002 XX101             | 5 de desembre de 2002  | Socorro              | LINEAR                      |
| 172374 - | 2002 XB107             | 5 de desembre de 2002  | Socorro              | LINEAR                      |
| 172375 - | 2002 YH13              | 31 de desembre de 2002 | Socorro              | LINEAR                      |
| 172376 - | 2002 YE25              | 31 de desembre de 2002 | Socorro              | LINEAR                      |
| 172377 - | 2002 YT34              | 31 de desembre de 2002 | Socorro              | LINEAR                      |
| 172378 - | 2002 YK35              | 31 de desembre de 2002 | Socorro              | LINEAR                      |
| 172379 - | 2003 AO7               | 2 de gener de 2003     | Socorro              | LINEAR                      |
| 172380 - | 2003 AH10              | 1 de gener de 2003     | Socorro              | LINEAR                      |
| 172381 - | 2003 AY10              | 1 de gener de 2003     | Socorro              | LINEAR                      |
| 172382 - | 2003 AD11              | 1 de gener de 2003     | Socorro              | LINEAR                      |
| 172383 - | 2003 AW15              | 4 de gener de 2003     | Socorro              | LINEAR                      |
| 172384 - | 2003 AF21              | 5 de gener de 2003     | Socorro              | LINEAR                      |
| 172385 - | 2003 AN21              | 5 de gener de 2003     | Socorro              | LINEAR                      |
| 172386 - | 2003 AO35              | 7 de gener de 2003     | Socorro              | LINEAR                      |
| 172387 - | 2003 AZ37              | 7 de gener de 2003     | Socorro              | LINEAR                      |
| 172388 - | 2003 AG45              | 5 de gener de 2003     | Socorro              | LINEAR                      |
| 172389 - | 2003 AX50              | 5 de gener de 2003     | Socorro              | LINEAR                      |
| 172390 - | 2003 AO52              | 5 de gener de 2003     | Socorro              | LINEAR                      |
| 172391 - | 2003 AG54              | 5 de gener de 2003     | Socorro              | LINEAR                      |
| 172392 - | 2003 AA55              | 5 de gener de 2003     | Socorro              | LINEAR                      |
| 172393 - | 2003 AK68              | 8 de gener de 2003     | Socorro              | LINEAR                      |
| 172394 - | 2003 AL78              | 10 de gener de 2003    | Socorro              | LINEAR                      |
| 172395 - | 2003 AN84              | 11 de gener de 2003    | Goodricke-Pigott     | R. A. Tucker                |
| 172396 - | 2003 BV6               | 25 de gener de 2003    | Anderson Mesa        | LONEOS                      |
| 172397 - | 2003 BR14              | 26 de gener de 2003    | Haleakala            | NEAT                        |
| 172398 - | 2003 BT20              | 27 de gener de 2003    | Socorro              | LINEAR                      |
| 172399 - | 2003 BC22              | 25 de gener de 2003    | Palomar              | NEAT                        |
| 172400 - | 2003 BH22              | 25 de gener de 2003    | Anderson Mesa        | LONEOS                      |